# Imbrasia staudingeri
Imbrasia staudingeri är en fjärilsart som beskrevs av Aurivillius 1893. Imbrasia staudingeri ingår i släktet Imbrasia och familjen påfågelsspinnare. Inga underarter finns listade i Catalogue of Life.